# Apollo 5
Apollo 5 was een onbemande missie in het kader van het Apolloproject waarbij de maanlander in een baan om de aarde werd gebracht met een Saturnus IB-raket. De missie duurde 11 uur en 10 minuten en ging van start op 22 januari 1968, 8 maanden later dan gepland. Meteen na de lancering toen de raketmotor van de maanlander werd ontstoken bleek dat de motor die 39 seconden moest branden na 4 seconden door de computer werd uitgeschakeld. Dit kwam door een softwarefout die door een vermoeden van hardwareproblemen vlak voor de lancering waren ontstaan. Er werd besloten handmatige vuurcommando's naar de LM te sturen. Afgezien van dit probleem was de missie een succes en op 12 februari verbrandde de maanlander in de dampkring.

## Trivia
De Saturnus IB die voor de lancering werd gebruikt was dezelfde als die waarop de CSM van Apollo 1 stond toen er tijdens een test brand in de capsule uitbrak en de drie inzittenden omkwamen. Hoewel de capsule volkomen was uitgebrand bleef de draagraket onbeschadigd.

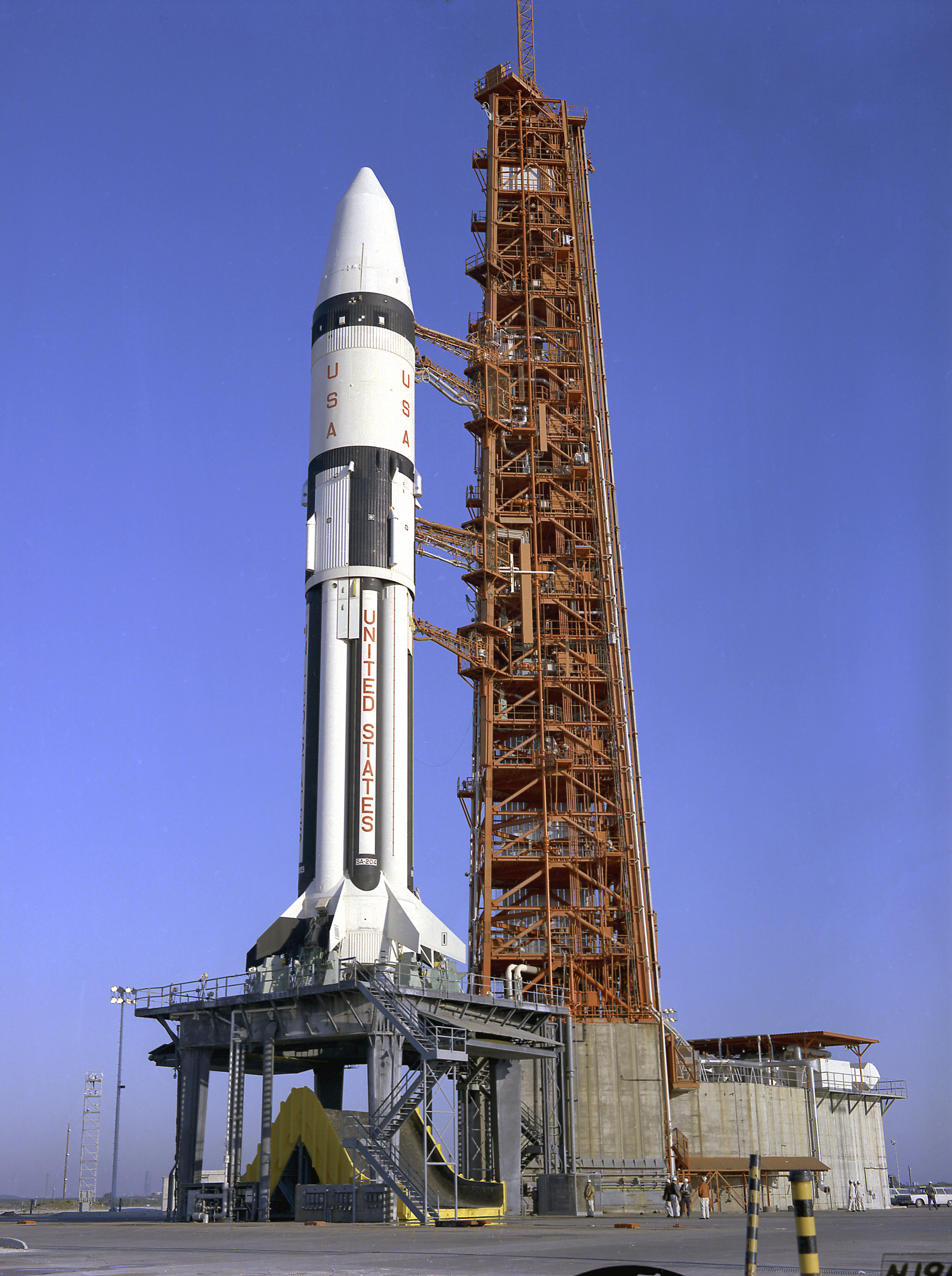
Apollo 5 op lanceerplatform

Apollo 1 · Apollo 4 · Apollo 5 · Apollo 6 · Apollo 7 · Apollo 8 · Apollo 9 · Apollo 10 · Apollo 11 · Apollo 12 · Apollo 13 · Apollo 14 · Apollo 15 · Apollo 16 · Apollo 17

Saturnus V · Maanwagen · Apollo CSM · Apollo LM